# Amstel Gold Race 1968
La 3e édition de la course cycliste, l'Amstel Gold Race a eu lieu le 21 septembre 1968 et a été remportée par le Néerlandais Harry Steevens.

## Classement final
| Pos. | Coureur                  | Pays     | Équipe                        | Temps           |
| ---- | ------------------------ | -------- | ----------------------------- | --------------- |
| 1    | Harry Steevens           | Pays-Bas | Willem II-Gazelle             | 5 h 52 min 29 s |
| 2    | Roger Rosiers            | Belgique | Dr. Mann-Grundig              | + 0 s           |
| 3    | Daniel Van Ryckeghem     | Belgique | Dr. Mann-Grundig              | + 1 s           |
| 4    | Jo de Roo                | Pays-Bas | Willem II-Gazelle             | + 1 s           |
| 5    | Wim Schepers             | Pays-Bas | Caballero                     | + 1 s           |
| 6    | Jos Huysmans             | Belgique | Dr. Mann-Grundig              | + 1 s           |
| 7    | Etienne Buysse           | Belgique | Pull-Over Centrale-Motte-Novy | + 1 s           |
| 8    | Cees Zoontjes            | Pays-Bas | Caballero                     | + 1 s           |
| 9    | Eddy Beugels             | Pays-Bas | Mercier-Hutchinson-BP         | + 1 s           |
| 10   | Bernard Van De Kerckhove | Belgique | Pelforth-Sauvage-Lejeune      | + 1 s           |